# Barinas (cidade)
Barinas é uma cidade da Venezuela, capital do estado e do município de mesmo nome.

## História
A cidade foi fundada com o nome de Altamira do Caceres, em 30 de Junho do 1577 pelo capitão Juan Andres Varela. Em 1786 forma-se o Estado Barinas e os territórios do Estados Barinas - Apure, se dividiu em Estado de Barinas e Estado de Apure, depois passou a chamar-se estado de Zamora como ainda hoje Barinas.
Barinas deve o seu nome a um termo indígena ao qual se identifica um Vinho Forte.

## Personagens relevantes
- Alberto Arvelo Torrealba

## Geografia
A cidade se localiza-se na parte noroeste do estado, A Orillas do Rio Santo Domingo no Piedemonte Andino, a 165 km. de Merida y 525 km. de Caracas. A Cidade posee 270.000 Hab. e A Cidade mais Populosa do Estado de Barinas, e una mais grandes dos llanos venezolanos junto a Acarigua-Araure, San Fernando de Apure y Guanare.